# Salle Mohammed-V
La salle Mohammed-V (en arabe : قاعة محمد الخامس) est une salle omnisports couverte d'une capacité de 12 000 places, située à Casablanca. La salle fait partie du complexe sportif Mohammed-V situé au centre-ville de Casablanca, dans l'arrondissement de Maârif, et accueille chaque année plusieurs manifestations sportives, surtout les matchs des sections de Wydad Athletic Club, de la Rabita de Casablanca et d'autres clubs de Casablanca.
Le salle ouvre ses portes le 21 août 1983 à l'occasion des Jeux méditerranéens de 1983 organisés à Casablanca, et est nommé au même titre que le complexe, en l'honneur de Mohammed V, sultan de l'Empire chérifien de 1927 à 1957 et roi du Maroc de 1957 à 1961.
Le salle Mohammed-V se trouve au centre de Casablanca, à 25 km de l'aéroport international de Casablanca, et à 5 km de la gare ferroviaire Casa-Voyageurs.

## Histoire
Le stade Mohammed-V fut originellement inauguré le 6 mars 1955, sous le nom du stade Marcel-Cerdan, en référence au célèbre boxeur français. Après l'indépendance du Maroc, une année plus tard, il prend le nom de Stade d'honneur.
L'idée de construire une salle omnisports connexe vient au début des années 1980, lorsque Casablanca s'apprête à accueillir les Jeux méditerranéens de 1983. Les travaux de construction qui débutent en 1981, et ont pour but l'augmentation de la capacité du stade, l'installation d'un grand panneau électronique, et surtout la construction d'une salle omnisports couverte et d'une piscine olympique couverte.
Le complexe ouvre officiellement ses portes le 21 août 1983, treize jours avant l'ouverture des Jeux méditerranéens avec la présence du roi Hassan II, sous le nom du complexe Mohammed-V.
Le complexe compte désormais en plus de la salle omnisports et du stade, une piscine olympique couverte, un centre média de 650 m2, une salle de conférence, une salle de réunions, un centre de soins et un centre de lutte antidopage.